# This Is All Yours
This Is All Yours è il secondo album della band Indie rock inglese Alt-J, pubblicato il 22 settembre 2014.
Il primo singolo dell'album è Hunger of the Pine, uscito il 18 giugno 2014. Il secondo singolo, Left Hand Free, è stato pubblicato il 7 luglio 2014.
Il 14 agosto 2014 è stato presentato in anteprima alla BBC Radio1 il terzo singolo Every Other Freckle.

## Tracce
Testi e musiche di Joe Newman, Gus Unger-Hamilton e Thom Green.
1. Intro – 4:38
2. Arrival in Nara – 4:13
3. Nara – 4:56
4. Every Other Freckle – 3:36
5. Left Hand Free – 2:53
6. ❦ (Garden of England) – 1:07
7. Choice Kingdom – 4:17
8. Hunger Of The Pine – 4:59
9. Warm Foothills – 3:45
10. The Gospel of John Hurt – 5:15
11. Pusher – 3:29
12. Bloodflood pt.II – 5:19
13. Leaving Nara – 3:00